# Paulina Krumbiegel
Paulina Käte Krumbiegel (* 27. Oktober 2000 in Mannheim) ist eine deutsche Fußballspielerin. Seit dem 1. Juli 2024 ist sie Vertragsspielerin von Juventus Turin und seit 2020 A-Nationalspielerin.

## Karriere

### Vereine
Die Mittelfeldspielerin spielt seit 2012 bei der TSG 1899 Hoffenheim, zunächst in der U-17, dann der zweiten Frauenmannschaft, für die sie noch vor ihrem 16. Geburtstag in der 2. Bundesliga debütierte. Seit Dezember 2019 spielt Krumbiegel im Hoffenheimer Erstligakader in der Frauen-Bundesliga. Aufgrund eines im August 2021 im Training zugezogenen Kreuzbandrisses kam sie in der Saison 2021/22 nicht mehr zum Einsatz.
Am 7. Mai 2024 wurde ihre Verpflichtung zur Saison 2024/25 auf der Website des italienischen Erstligisten Juventus Turin öffentlich.

### Nationalmannschaft
Krumbiegel gab am 12. Mai 2016 beim 3:1-Testspielerfolg der U16-Nationalmannschaft gegen Österreich ihr Debüt im Nationaltrikot. Im Juli 2016 nahm sie mit der Mannschaft am Nordic Cup teil und erzielte beim 9:0-Sieg gegen Finnland mit ihrem ersten Länderspieltor den Führungstreffer. Ende August/Anfang September 2016 nahm sie mit der U17-Mannschaft an einem „Vier-Nationen-Turnier“ teil, bei dem Spiele gegen Österreich, Rumänien und die Schweiz gewonnen wurden. Im Oktober 2016 folgte die erste Qualifikationsrunde für die Europameisterschaft 2017 teil. Mit drei Siegen qualifizierte sich die deutsche Mannschaft für die Eliterunde. Dabei erzielte sie beim Spiel gegen Wales mit ihrem einzigen U17-Tor den 6:0-Endstand. An der Eliterunde und der EM-Endrunde, bei der die deutsche Mannschaft den Titel gewann, nahm sie dann nicht teil. Im September 2017 bestritt sie dann in der ersten Qualifikationsrunde für die Europameisterschaft 2018 ihr erstes Spiel für die U19-Nationalmannschaft. Anfang April 2018 kam sie dann in zwei Spielen der Eliterunde in der Slowakei teil und erzielte beim 8:0 gegen Slowakei zwei Tore sowie beim 3:2 gegen England ein Tor. Bei der Endrunde im Juli 2018 wurde sie mit zwei Toren und zwei Vorlagen Torschützenkönigin, verlor aber das Finale mit 0:1 gegen Spanien. Im Oktober nahm sie erneut mit der U19-Nationalmannschaft an der ersten Qualifikationsrunde für die Europameisterschaft 2019 teil und erzielte beim 21:0 gegen Estland, dem höchsten Sieg einer deutschen Nationalmannschaft, bei dem sie jedoch nur in der ersten Halbzeit spielte, zwei Tore. Auch in jedem der anderen Qualifikationsspiele erzielte sie jeweils mindestens ein Tor. Bei der Endrunde in Schottland im Juli 2019 hatte sie vier Einsätze. Das Finale ohne sie wurde gegen Frankreich mit 1:2 verloren.
Am 14. September 2020 wurde sie für die September-EM-Qualifikationsspiele erstmals für die A-Nationalmannschaft nominiert, nachdem zwei Spielerinnen verletzungsbedingt ausgefallen waren. Ihr A-Länderspieldebüt gab sie am 22. September 2020 im sechsten EM-Qualifikationsspiel der Gruppe I beim 3:0-Sieg gegen die Nationalmannschaft Montenegros, wobei sie die ersten beiden Treffer vorbereitete. Im Qualifikationsspiel gegen Griechenland erzielte sie am 27. November 2020 ihr erstes Tor.

## Sonstiges
- Nachdem Krumbiegel von der Bundestrainerin Martina Voss-Tecklenburg nicht in den finalen WM-Kader für die WM 2023 berufen wurde, hat sie stattdessen im ZDF als Fußball-Expertin die WM-Übertragungen im Studio in Mainz begleitet.[8]
- Am 16. März 2024 wurde in der ARD-Sportschau bekanntgegeben, dass Krumbiegels Tor vom 2. Februar 2024, erzielt beim Meisterschaftsspiel beim MSV Duisburg zum 0:2-Endstand, zum Tor des Monats Februar 2024 gewählt worden ist.[9]